# دهنه‌سر سفیدرود
دهنه‌سر سفیدرود یکی از  روستاهای استان گیلان از توابع دهستان دهکا بخش کیاشهر شهرستان آستانه اشرفیه است.
علت نام گذاری روستا به دهنه‌سر سفیدرود به دلیل قرار گرفتن در دهنه رودخانه سفیدرود به دریای خزر بوده و به دهنه سپیدرود کهنه نام گذاری شده بوده که در دوره معاصر به دهنه‌سر سفیدرود تغییر نام یافته‌است.

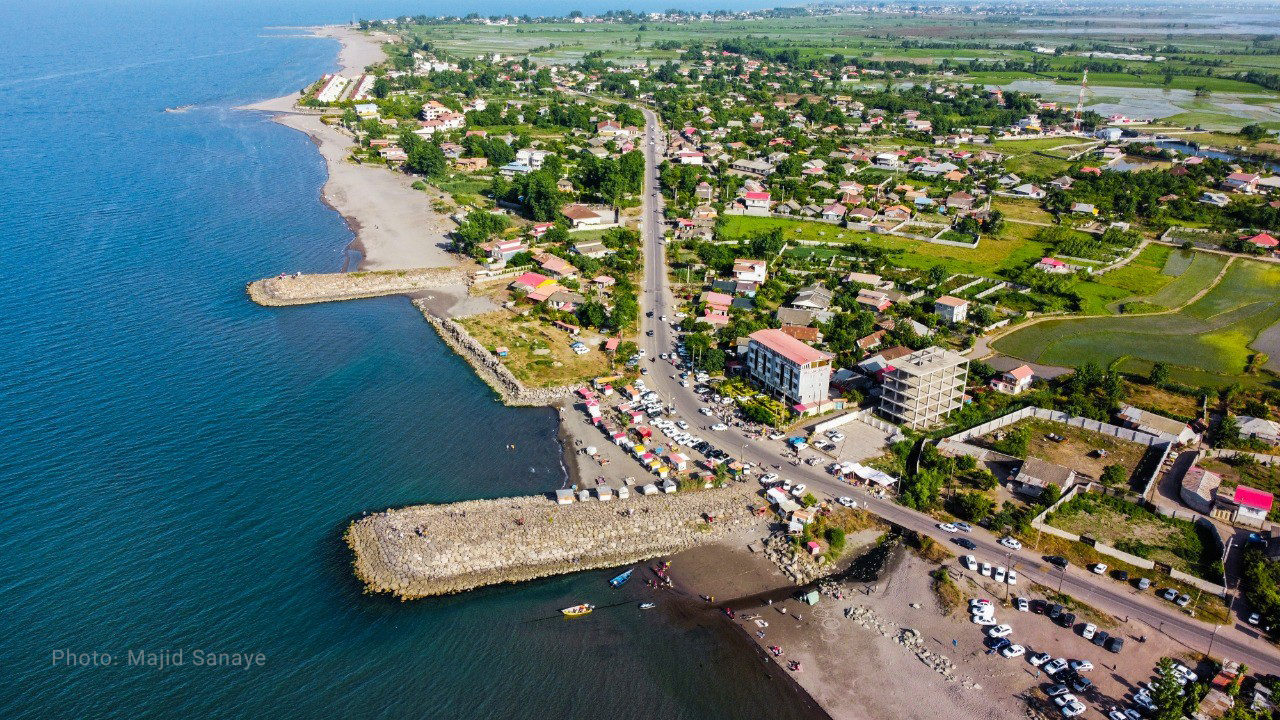
نمای هوایی سنگچین و ساحل دهنه‌سرسفیدرود - عکس از مجید صنایع پرکار

جمعیت اولیه روستا بجز کارکنان شیلات که بیشترشان غیر بومی بودند، ۵۰ خانوار و حدود ۲۵۰ نفر و هم اکنون روستا ۲۰۰ خانوار دارد و جمعیت ان بالغ بر ۸۰۰ تا ۹۰۰ نفر میباشد .
این بخش یکی از مراکز صید انواع ماهیان دریای خزر از جمله ماهی سفید، ازون برون و مرغوبترین برنج آستانه اشرفیه از جمله صدری حسن سرایی و هاشمی می‌باشد.
این روستا از قدیمی‌ترین روستاهای منطقه و پیشران توسعه مناطق همجوار خود همچون دستک بوده‌است.
شنیده‌های بزرگان محل حکایت از این دارد: زمانی که سد منجیل ساخته نشده بود رودخانه سفیدرود از این محل به دریا راه داشته و این روستا توسط روس‌ها بنیان‌گذاری شده بود و بعد از دهکا دومین روستای منطقه آستانه اشرفیه بوده و دارای شیلات، بندر گاه، پاسگاه انتظامی و اولین کارخانه برنجکوبی پیشرفته بودهاست. از زمانی که سد منجیل ساخته شد (حدود ۴۵ سال پیش) و دهنه رودخانه سفیدرود به بندر کیاشهر تغییر یافت این روستا پیشرفت نداشته، بلکه به گفته بزرگان ۱۵ کیلومتر از مساحت روستا زیر آب دریا رفته که در این ۱۵ کیلومتر ۳ قبرستان از محل و بالغ بر ۸۰۰ خانه و بازار محل قرار داشت.
برخی از مشاهیر و افراد سرشناس این منطقه که در سطح ملی شناخته شده‌اند عبارتند از:
- رجبعلی اسماعیلی، از فرماندهان نیروی هوایی ارتش جمهوری اسلامی ایران

- دکتر حسین سلیمانی اصل[۳]، پزشک و معاون وزیر بهداشت

- بابک اسماعیلی[۴][۵][۶][۷][۸]، اقتصاددان و استاد دانشگاه

- بهنام اسماعیلی[۹]، مدیر ارشد اجرایی و رئیس کارگروه تعامل با دستگاهای اقتصادی دولت مجمع تشخیص مصلحت نظام
- حسینعلی صنایع پرکار[۱۰]، معاون مدیرکل سازمان بنادر و دریانوردی جمهوری اسلامی ایران و معاون وزیر راه و شهرسازی ج.ا.ا
- ولی‌الله صنایع پرکار،[۱۱] مدیر دبیرستان ماندگار البرز
- حسین عاشوری،[۱۲] قائم‌مقام راه آهن جمهور ج.ا.ا و مدیرعامل شرکت راه‌آهن حمل و نقل

- سید جواد سلیمانی،[۱۳] امام جمعه لنگرود

- شهره حقیقت[۱۴]، فعال سیاسی

- سید کاظم میر احمدی،[۱۵] فرمانده نظامی

- سید یعقوب سلیمانی،[۱۶] فرمانده نظامی

- احمد صنایع پرکار[۱۷]، فرمانده نظامی

پیشروی آب دریا در این روستا از سال ۷۴ آغاز شد و بسیاری از منازل مسکونی ، گلزار شهداء و جاده آسفالت این منطقه را با خطر روبرو کرده‌ بود.
در سال ۱۳۹۳ برای جلوگیری از پیشروی آب دریا سه آبشکن (موج شکن) تاسیس شد. آبشکنها از سازه های متداول در تثبیت سواحل ماسه‌ای هستند، که در بسیاری از نقاط ساحلی جهان عملکرد وکارایی خود را به خوبی نشان داده اند. 
اولین سد لاستیکی گیلان که روی رودخانه سید علی اکبری قرار دارد به فاصله ۱ کیلومتر از جاده در جنوب این روستا بنا شده است. کار ساخت این سد در سال۱۳۹۵ با هزینه ۸۰ میلیارد ریال به پایان رسید.

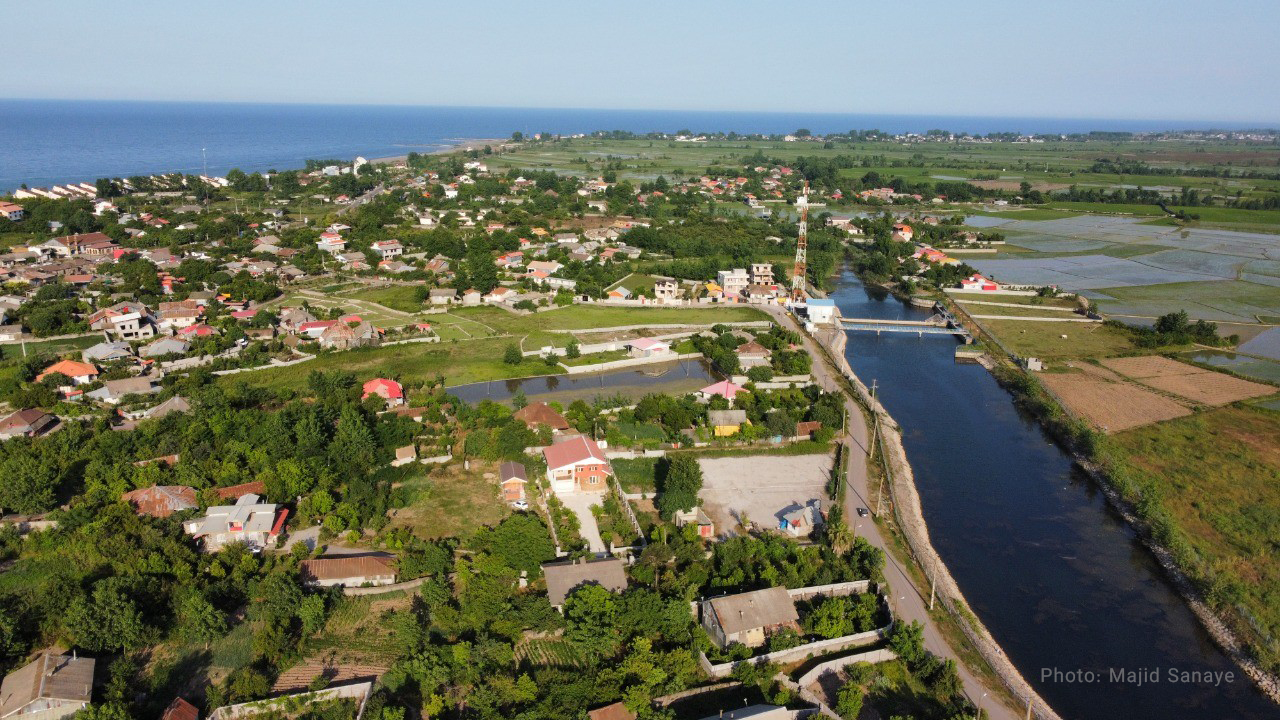
نمای هوایی رودخانه

۱۴۰ هزار و ۶۰۰ متر مکعب برای احداث سد مذکور عملیات خاکی انجام شده است. ۱۵هزار و ۷۰۰ متر مکعب عملیات خاکریزی برای احداث سد لاستیکی «دهنه سر» انجام گرفته است و  ۴۳۵ تن میلگردگذاری، ۳ هزار و ۵۳۵ متر مربع قالب‌بندی، ۶ هزار و ۹۲۵ متر مکعب بتن‌ریزی، ۳۲ هزار و ۵۲۸ متر مکعب بنایی و خشکه چینی با سنگ و ۴۱۵ متر مربع دیوار آب‌بند از جمله عملیات انجام شده در سد لاستیکی دهنه سر  است.
ساختمان بهره‌برداری و نگه‌داری سد مذکور در کرانه طرف چپ به مساحت ۲۰۰ متر مربع در دو طبقه احداث شده است وارتفاع لاستیک سد «دهنه سر» ۲٫۵ متر است و طول لاستیک در قاعده ۳۴ متر و در تاج ۴۱٫۵ متر می باشد.

## زبان
زبان مردم روستا، گیلکی است.